# 楽従訓
楽 従訓（がく じゅうくん、生年不詳 - 888年）は、唐代の軍人。本貫は魏州。

## 経歴
楽彦禎の子として生まれた。中和4年（884年）、義成軍節度使の王鐸が義昌軍節度使となって滑州から滄州に移駐する途中、魏州の郊外を通ったが、従訓は王鐸の女妓を奪おうと、漳南県の高鶏泊に伏兵を布いて、王鐸を包囲して殺害した。ときに朝廷には実力がなく、これを咎めることができなかった。魏州の人ですら王鐸の名望を惜しんで、これを従訓の罪とみなした。従訓は亡命者500人あまりを集めて、寝室に出入りさせ、これを「子将」と呼んで腹心とした。魏博軍の軍人たちは口々に従訓のふるまいを非難した。このため従訓は服を変えて近県に出奔した。従訓は父の楽彦禎により六州都指揮使に任用され、ほどなく相州刺史を兼ねた。
文徳元年（888年）春、魏博軍が反乱を起こし、楽彦禎が拘禁されると、都将の趙文㺹が魏博軍に推されて留後となった。従訓は相州から3万人あまりを率いて魏州城下を攻めたが、趙文㺹は応戦しようとしなかった。魏博軍は趙文㺹を殺して、羅弘信を留後に立てた。羅弘信は兵を率いて出戦して従訓を破った。従訓は敗残の兵を招集して洹水に宿営したが、羅弘信の派遣した将の程公佐に敗れ、首級を軍門にさらされた。

## 伝記資料
- 『旧唐書』巻181 列伝第131
- 『新唐書』巻210 列伝第135